# Sultan Bargash
Sultan Saleh Bargash Al Menhali (sinh ngày 18 tháng 1 năm 1989) là một cầu thủ bóng đá người Các Tiểu vương quốc Ả Rập Thống nhất for the UAE Under-20 và Al-Jazira.

## Thống kê sự nghiệp

### Câu lạc bộ
| Câu lạc bộ          | Mùa giải            | Giải vô địch | Giải vô địch | Giải vô địch | Cup2    | Cup2      | Cup2     | Châu Á1 | Châu Á1   | Châu Á1  | Tổng    | Tổng      | Tổng     |
| Câu lạc bộ          | Mùa giải            | Số trận      | Bàn thắng    | Kiến tạo     | Số trận | Bàn thắng | Kiến tạo | Số trận | Bàn thắng | Kiến tạo | Số trận | Bàn thắng | Kiến tạo |
| ------------------- | ------------------- | ------------ | ------------ | ------------ | ------- | --------- | -------- | ------- | --------- | -------- | ------- | --------- | -------- |
| Al-Jazira           | 2009–10             | 1            | 1            | 0            | 0       | 0         | 0        | 0       | 0         | 0        | 1       | 1         | 0        |
| Al-Jazira           | Tổng                | 1            | 1            | 0            | 0       | 0         | 0        | 0       | 0         | 0        | 1       | 1         | 0        |
| Tổng cộng sự nghiệp | Tổng cộng sự nghiệp | 1            | 1            | 0            | 0       | 0         | 0        | 0       | 0         | 0        | 1       | 1         | 0        |

1Các giải đấu châu lục bao gồm Giải vô địch bóng đá các câu lạc bộ châu Á

2Các giải đấu khác bao gồm Cúp Chủ tịch UAE và Etisalat Emirates Cup

### Đội tuyển quốc gia
Tính đến 27 tháng 9 năm 2009
| Đội bóng            | Mùa giải            | Cup2    | Cup2      | Cup2     | Châu Á1 | Châu Á1   | Châu Á1  | Tổng    | Tổng      | Tổng     |
| Đội bóng            | Mùa giải            | Số trận | Bàn thắng | Kiến tạo | Số trận | Bàn thắng | Kiến tạo | Số trận | Bàn thắng | Kiến tạo |
| ------------------- | ------------------- | ------- | --------- | -------- | ------- | --------- | -------- | ------- | --------- | -------- |
| UAE U20             | 2009                | 4       | 0         | 0        | 0       | 0         | 0        | 0       | 0         | 0        |
| UAE U20             | Tổng                | 0       | 0         | 0        | 0       | 0         | 0        | 0       | 0         | 0        |
| Tổng cộng sự nghiệp | Tổng cộng sự nghiệp | 0       | 0         | 0        | 0       | 0         | 0        | 0       | 0         | 0        |

1Các giải đấu châu lục bao gồm Giải vô địch bóng đá U-19 châu Á

2Các giải đấu khác bao gồm Giải vô địch bóng đá U-20 thế giới